# Erica zwartbergensis
Erica zwartbergensis är en ljungväxtart som beskrevs av Harry Bolus. Erica zwartbergensis ingår i släktet klockljungssläktet, och familjen ljungväxter. Inga underarter finns listade i Catalogue of Life.